# Muhammad Iqbal
Sir Allama Muhammad Iqbal ( Urdu : محمد اقبال), pakistanski pesnik, filozof, literarni teoretik, vladni uslužbenec, šolski odvetnik in raziskovalec, * 9. november 1877, Sialkot, Pandžab, Britanska Indija, † 21. april 1938, Lahore.
Velja za enega najpomembnejših piscev v urdujski literaturi. Med drugim je pisal tudi v perzijščini ter angleščini. Ukvarjal se je s pesništvom, filozofijo in politiko. Bil je učenjak v takratni Britanski Indiji. Poleg tega ga štejejo za inspiratorja in začetnika Pakistanskega gibanja. Zaradi njegove pomembnosti v pakistanski zgodovini je danes poznan tudi kot duhovni oče Pakistana.  Prva pesniška zbirka, ki jo je napisal leta 1915 nosi naslov Skrivnosti jaza (Asrar-i-Khudi, اسرار خودی). Nekatera izmed njegovih drugih pomembnejših del so: Sporočilo z vzhoda (1923), Mojzesova palica (1936), Gabrielovo krilo in veliko psalmov.

## Življenje
Iqbalov oče, šejk Noor Muhammad je bil krojač, neformalno izobražen in verski človek. Umrl je leta 1930. Iqbalova mama Imam Bibi pa je bila opisana kot vljudna in skromna ženska, ki je pomagala revnim in njenim sosedam pri njihovih težavah. Umrla je 9. novembra 1914 v Sialkotu. Ob njeni smrti je Iqbal izražal svoja čustva v žalostinki ali elegiji.
Šolal se je v Indiji, Angliji in Nemčiji, vendar je večino svojega življenja vseeno preživel v rodni državi. Obiskoval je Murray kolidž v Pakistanu, Government kolidž v Indiji ter Univerzi v Cambridgu in Münchnu.
Leta 1922 ga je kralj Jurij V. povitezil. Leta 1930 je izdal svoj najslavnejši nacionalistični govor, ki se imenuje Nagovor v Allahabadu (Allahabad Address), v katerem se je zavzemal za nastanek muslimanske države v severo-zahodni Indiji. V njem je dejal:
„Indija je celina človeških skupin, ki pripadajo različnim rasam, govorijo različne jezike in izvajajo različne vere. ... Osebno bi rad videl, da sta Pandžab, severozahodna mejna provinca, Sind in Balučistan združeni v eno državo. Samovlada v britanskem imperiju ali brez Britanskega imperija, oblikovanje konsolidirane severozahodne indijske muslimanske države se mi zdi končna usoda muslimanov, vsaj v severozahodni Indiji."
Ta njegova ideja je znana kot »Teorija dveh narodov, ki je osnova za nastanek Pakistana. Navaja, da so muslimani in hindujci dva različna naroda Indije po vsaki definiciji; zato bi morali muslimani imeti možnost, da imajo svojo ločeno domovino na območjih muslimanske večine v Indiji, v katerih se lahko islam uporablja kot prevladujoča vera.
Njegova rojstna hiša še danes stoji v Sialkotu in je odprta javnosti. V njegovi drugi hiši v Lahoru, kjer je živel in ustvarjal večino svojega življenja, pa je odprt muzej, ki je bil leta 1977 imenovan za kulturni spomenik nacionalnega pomena.
Samega sebe obravnava kot pesnik vzhoda. Imenuje se tudi mislec Pakistana in modrec skupnosti. Pakistanska vlada ga je avtoritativno imenovala za nacionalnega pesnika.
Iqbal je umrl 21. aprila 1938, pri 60 letih. Bil je trikrat poročen in imel vse skupaj šest otrok. Dva od njih sta umrla kmalu po rojstvu.

## Namen njegovega dela
Njegovo filozofsko stališče je bilo izraženo v Rekonstrukciji verske misli v islamu, ki je izšla leta 1934. Temeljilo je na šestih predavanjih v Madrasu (zdaj Chennai), Hyderabadu in Aligarhu med letoma 1928 in 1929. Trdil je, da mora pravilno usmerjen človek nenehno ustvarjati vitalnost s pomočjo interakcije z nameni Boga. Prerok Mohamed se je vrnil iz svoje enotne Božje izkušnje, da bi pustil na zemlji novo vrsto moškosti in kulturni svet, za katerega je značilna ukinitev duhovniškega in dednega kraljestva in poudarek na preučevanju zgodovine in narave. Bil je nagnjen k napredovanju pri splošnih načelih sprememb, vendar konzervativen pri uvajanju dejanskih sprememb.

### Odziv
Ljudje so Iqbalove ideje in dela spoštovali in podpirali. Dve leti po njegovi smrti je muslimanska liga glasovala za idejo Pakistana, ki jo je on želel razširiti že za časa svojega življenja. Da je vplival na odločitev, ki so jo vpeljali leta 1947, je očitno. Pakistanci vsako leto 9. novembra-na njegov rojstni dan, praznujejo Iqbal day.
Bil je cenjen s strani Pakistancev, Irancev, Indijcev, Bangladešancev, Šrilancev in drugih svetovnih raziskovalcev pisanja. Prav tako je izredno priznan muslimanski filozofski vodja trenutnih okoliščin. Po vsem svetu je bil znan zaradi svojih čudovitih veščin poezije. Njegova dela in pisma so bila izjemno priznana in pomembna v tradicionalnih, družbenih, duhovnih in vladnih argumentih.

## Literarno ustvarjanje

### Perzijščina
Poetična dela Iqbala so bila pisana predvsem v perzijščini in ne urdu, saj je med njegovimi 12.000 verzih kar 7.000 v perzijščini. Leta 1915 je objavil svojo prvo zbirko poezije Asrar-i-Khudi (Skrivnosti "Jaza") v perzijščini. Pesmi poudarjajo duh in "Jaza" z verskega, duhovnega vidika. Veliko kritikov je to imenovalo za najboljše poetično delo Iqbala. V Asrar-e-Khudi Iqbal razlaga svojo filozofijo o "Khudi" oziroma "Jazu". Uporaba Iqbalove besede "Khudi" je sinonim za besedo "Rooh", omenjeno v Koranu. "Rooh" je tista božanska iskra, ki je prisotna v vsakem človeku in je bila prisotna tudi v Adamu, zaradi katere je Bog naročil vsem angelom, da se klanjajo pred njim. Da pa bi mi spoznali ta božanski duh, bi se morali močno spremeniti.
V svoji Rumuz-i-Bekhudi (Namigi nesebičnosti) Iqbal skuša dokazati, da je islamski način življenja najboljši kodeks ravnanja za preživetje države. Oseba mora ohraniti svoje lastne značilnosti nedotaknjene, vendar, da bo to doseženo, mora žrtvovati svoje osebne ambicije za potrebe naroda. Človek ne more uresničiti "Jaza" zunaj družbe. 
Delo Iqbala iz leta 1932, Javed Nama (knjiga o Javed), je poimenovano po njegovemu sinu, ki je okarakteriziran v pesmih. Sledi primerom del Ibn Arabi in Dantejevi Božanski komediji, skozi skrivnostne in pretirane slike skozi čas. Iqbal se prikaže kot Zinda Rud ("Potok, poln življenja"), ki ga vodi Rumi, "mojster", skozi različna nebesa in sfere ter ima čast, da se približuje božanskosti in pride v stik z božanskim razsvetljenjem. Na koncu z naslavljanjem svojega sina Javida ogovori mlade in daje navodila "novi generaciji".
Njegova ljubezen do perzijskega jezika je očitna v njegovih delih in poeziji. V eni izmed njegovih pesmi pravi: 
گرچہ ہندی در عذوبت شکر است‬
garchi Hindi dar uzūbat shakkar ast
طرز گفتار دري شيرين تر است‬
tarz-i guftar-i Dari shirin tar ast
Prevod: Čeprav v sladkobi hindijščine * je sladkor - metoda govora v Dari je bolj sladka *

### Urdujščina
Leta 1924 je bila objavljena Iqbalova Bang-e-Dara, njegova prva zbirka urdu poezije. Pisana je bila v treh ločenih fazah njegovega življenja. Pomembnejše pesmi te zbirke so Shikwa ("Pritožba"), Jawāb-e shikwa ("Odgovor na pritožbo") in Khizr-e rāh ("Khizr, vodnik"). Drugi niz pesmi izhaja iz 1905-1908, ko je Iqbal študiral v Evropi in se osredotočil na naravo evropske družbe, ki je po njegovem mnenju izgubila duhovne in verske vrednote. To ga je navdihnilo za pisanje pesmi o zgodovinski in kulturni dediščini islama in muslimanske skupnosti s svetovnega vidika. Iqbal poziva celotno muslimansko skupnost, naj definira osebne, družbene in politične eksistence z vrednotami in učenjem islama.
Iqbal je svoja dela do 1930 pisal predvsem v perzijščini, po tem letu pa večinoma v urduju. V tem obdobju so bila pogosto usmerjena v muslimanske množice Indije, s še večjim poudarkom na islamu in muslimanskem duhovnem in političnem ponovnem zagonu. Izdana leta 1935, Bal-e-Jibril (Gabrijelova krila) je po mnenju številnih kritikov najboljša urdu poezija. Sestavljajo ga gazele, pesmi, kvartine in epigrami ter nosi močan občutek religiozne strasti.
Njegovo delo Armughan-e-Hijaz (Darilo Hijaza) je bilo objavljeno leta 1938. Prvi del vsebuje kvartine v perzijskem jeziku, drugi del pa nekaj pesmi in epigramov v Urduju. Perzijske kvartine dajejo vtis, da pesnik v svoji domišljiji potuje po Hijazu. Nenavadnost idej in intenzivnost strasti sta pomembni značilnosti teh kratkih pesmi.

### Angleščina
Iqbal je napisal tudi dve knjigi na temo razvoja metafizike v Perziji in obnovo verske misli v islamu ter veliko pisem v angleškem jeziku. V teh je razkril svoje misli o perzijski ideologiji in islamskem sufizmu, za katerega pravi, da aktivira iskalno stran človeka za boljše dojemanje življenja. Razpravljal je tudi o filozofiji, bogu in pomenu molitve, človeškega duha in muslimanske kulture ter drugih političnih, družbenih in verskih problemih.

## Pomen

### Pesnik vzhoda
Iqbal je priznan in citiran kot "Pesnik vzhoda" s strani akademikov, institucij in medijev. Poleg tega Iqbal ni omejen na noben poseben segment svetovne skupnosti, temveč za celotno človeštvo.
Revolucionarna dela Iqbala skozi njegovo poezijo so prebudila muslimane s podceline. Iqbal je bil prepričan, da so muslimani že dolgo zatirali kolonialne širitve in rast Zahoda. Zato je poznan kot pesnik vzhoda. Iqbal se imenuje tudi Muffakir-e-Pakistan, ("Miselnik Pakistana") in Hakeem-ul-Ummat (Modrec Ummah"). Pakistanska vlada pa ga je uradno imenovala za "nacionalnega pesnika".

### Iqbal v Iranu
V Iranu je znan kot Iqbāl-e Lāhorī (Iqbal iz Lahorja). Mnogi tamkajšnji znanstveniki pa priznavajo pomen njegove poezije pri navdihovanju in vzdrževanju iranske revolucije iz leta 1979. V zgodnjih fazah revolucionarnega gibanja je bilo veliko ljudi, ki so se zbirali v parku ali za vogalom, da bi poslušali nekoga, ki recitira perzijsko pesništvo Iqbala, zato ljudje vseh starosti v Iranu danes poznajo vsaj nekaj njegovih pesmi.
Šele po njegovi smrti leta 1938 je postal znan med intelektualci akademskih krogov v Iranu. 
V šestdesetih letih je bila Iqbalova teza o perzijski filozofiji prevedena iz angleščine v perzijski jezik. Iranci pa ga še danes spoštujejo do te mere, da so mu v panteonu Perzijskih pisateljev elegij odredili častno mesto.
Leta 1970 so se Iqbalovi verzi pojavili na pasicah in njegova poezija je bila recitirana na pomembnejših srečanjih. Iqbal je navdihnil mnoge intelektualce, med njimi znana imena so Ali Shariati, Mehdi Bazargan in dr. Abdulkarim Soroush. Njegovo znano knjigo "Obnova verske misli v islamu" je prevedel dr. Mohammad Masud Noruzi.

### Mednarodni vpliv
Iqbalove poglede na zahodni svet so odobravali moški, vključno z ameriškim vrhovnim sodiščem in pravnikom Williamom O. Douglasom, ki je dejal, da imajo prepričanja Iqbala "univerzalno privlačnost".
Drugi, vključno s Wilfredom Cantwellom Smithom, so izjavili, da je bil z anti-kapitalističnimi gospodarstvi Iqbal "anti-intelekt", ker "kapitalizem spodbuja razum". Profesor Freeland Abbot je ugovarjal stališčem Iqbala, saj pravi, da je njegov pogled na Zahod temeljil na vlogi imperializma in Iqbal v tamkajšnjo kulturi ni bil dovolj vključen, da bi se seznanil z različnimi koristmi sodobnih demokracij, gospodarskih praks in znanosti.

## Dela
Njegova dela niso prevedena v slovenščino, nekatera pa lahko beremo v španščini, francoščini in angleščini. Omenjen je v knjigi Corbin, Henry: Zgodovina islamske filozofije, Celje : Mohorjeva družba, 2001 (str. 239).

### Proza v urdujščini
- Ilm ul Iqtisad (1903)

### Poezija v urdujščini
- Bang-i-Dara (1924),
- Bal-i-Jibril (1935),
- Zarb-i Kalim (1936)

### Proza v angleščini
- The Development of Metaphysics in Persia (1908),
- The Reconstruction of Religious Thought in Islam (1930)

### Poezija v perzijščini
- Asrar-i-Khudi (1915),
- Rumuz-i-Bekhudi (1917),
- Payam-i-Mashriq (1923),
- Zabur-i-Ajam (1927),
- Javid Nama (1932),
- Pas Cheh Bayed Kard ai Aqwam-e-Sharq (1936),
- Armughan-e-Hijaz (1938)